# 수레바퀴 작전
수레바퀴 작전(Operation Cartwheel, 1943~1944)은 제2차 세계 대전 중 태평양 전역에서 연합군의 주요 군사작전이었다. 수레바퀴 작전은 라바울에 있는 일본 제국의 주요 기지를 무력화하기 위한 작전이었다. 이 작전은 연합군 최고사령관 남서태평양지역(SWPA) 총사령관 더글러스 맥아더 장군이 지휘했으며, 그의 군대는 뉴기니 북동해안을 따라 진군해 인근 섬을 점령했다. 윌리엄 홀시 주니어 제독이 지휘하는 남태평양 지역의 연합군은 솔로몬 제도를 거쳐 부건빌섬을 향해 진격했다. 참여한 연합군은 호주, 네덜란드, 뉴질랜드, 미국 및 다양한 태평양 섬 출신이었다.